# Agrafes

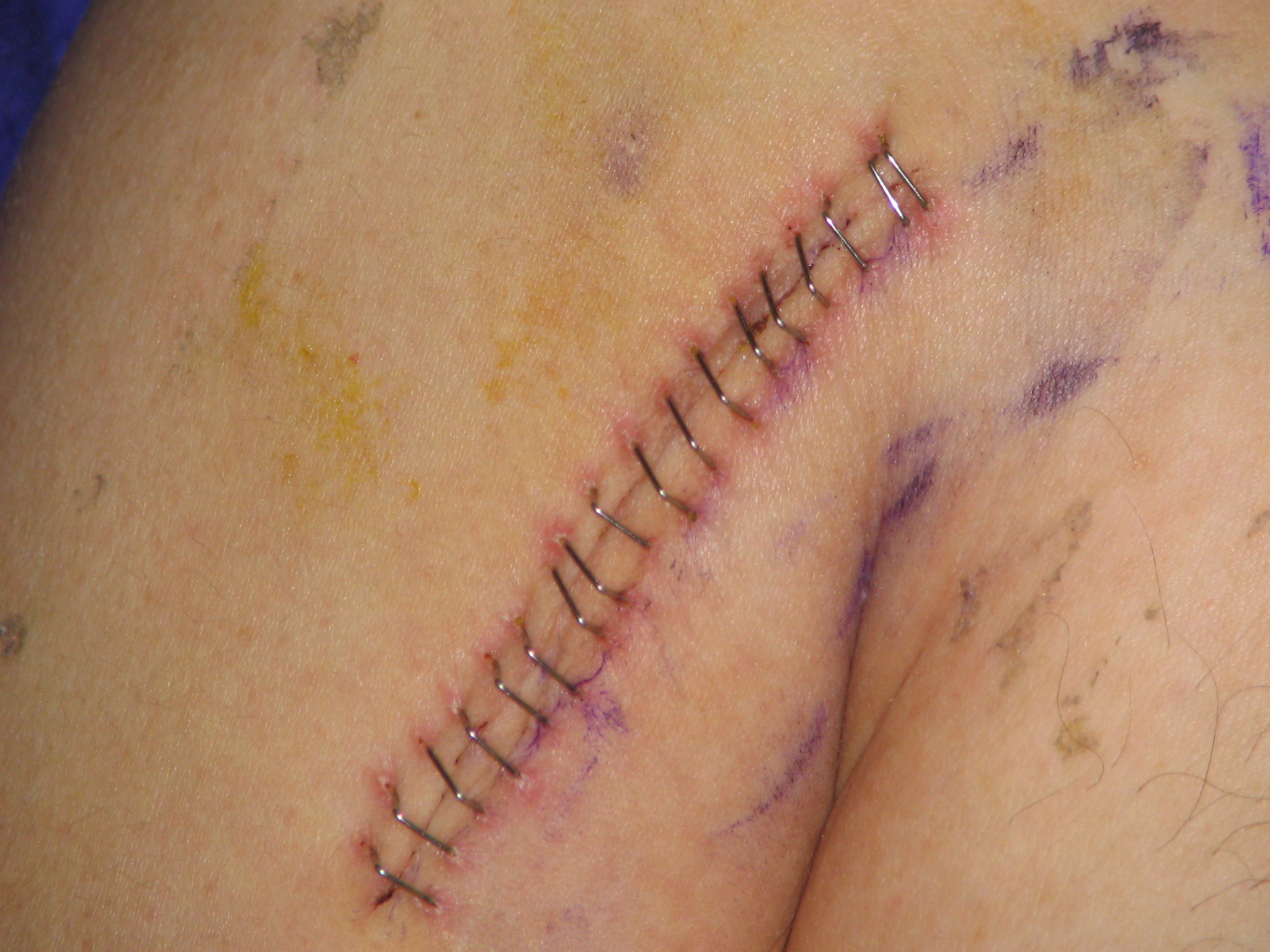
Sutura cutanea con agraphes

Le agrafes o agraphes sono delle graffette metalliche utilizzate in chirurgia per la sutura della cute in alcuni distretti dell'organismo. 
Sono di vari modelli e di varia grandezza e vengono apposte a mano o più frequentemente, come per le agraphes di Michel, mediante delle pinze particolari. La rimozione avviene in 5-7 giorni utilizzando un altro strumento specifico. Essendo di metallo sono inerti e quindi ben tollerate dall'organismo.